# جسیکا اویلوو
جسیکا اویلوو (به انگلیسی: Jessica Oyelowo) با نام تولد جسیکا واتسون (زاده ۲۴ دسامبر ۱۹۷۸) بازیگر و خواننده انگلیسی-آمریکایی است.
از کارهای معروف او می‌توان به بازی در فیلم مرد آبی اشاره کرد.

## فیلم‌شناسی
فهرست برخی از فیلم‌ها و مجموعه‌های تلویزیونی که جسیکا اویلوو در آن‌ها به ایفای نقش پرداخته است:
- اسلیپی هالو-۱۹۹۹
- مادام بوواری-۲۰۰۰
- دن کیشوت-۲۰۰۰
- آلیس در سرزمین عجایب-۲۰۱۰
- اسیر-۲۰۱۵
- یک پادشاهی متحد-۲۰۱۶
- مرد آبی-۲۰۲۰
- هکس-مجموعه تلویزیونی
- قانون مورفی-مجموعه تلویزیونی